# Onna no mizūmi
Onna no mizūmi (女のみづうみ) è un film del 1966 diretto da Yoshishige Yoshida.

## Trama
Una donna sposata lascia che il suo amante le scatti foto osé. Le foto finiscono in possesso di un uomo che inizia a ricattare la coppia.